# Beaconsfield (Tasmanië)
Beaconsfield is een plaats in de Australische deelstaat Tasmanië en telt 1007 inwoners (2001). Beaconsfield is de hoofdplaats van West Tamar Council, een Local Government Area (LGA). 

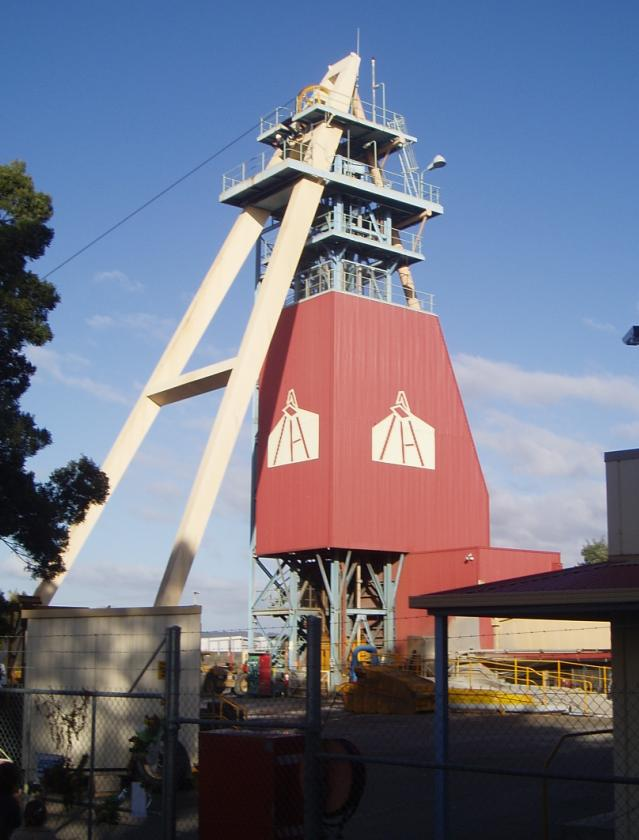
Mijn in Beaconsfield